# Kościół ewangelicki w Sopronie
Kościół ewangelicki w Sopronie (węg. Soproni evangélikus templom) – protestancka świątynia parafialna znajdująca się w węgierskim mieście Sopron.

## Historia
Pierwszy kościół luterański w Sopronie wzniesiono w tym samym miejscu co obecna świątynia, w 1676, lecz jeszcze w tym samym roku spłonął podczas pożaru miasta. Obecna budowla jest już czwartym kościołem w tym miejscu. Jej budowę rozpoczęto w 1782, a ukończono rok później. W 1854 wzniesiono zakrystię według projektu Józsefa Handlera, a w 1863 roku dobudowano wieżę zaprojektowaną przez Ludwiga Förstera.
W 1981 parafia otworzyła muzeum. Jego obecną siedzibą jest budynek przy Színház utca 27.

## Architektura i wyposażenie
Świątynia późnobarokowo-wczesnoklasycystyczna, o układzie halowym. Jest największym kościołem w Sopronie, długim na 36 m i szerokim na 24 metry. Wieża kościelna ma wysokość 52 metrów. Ołtarz główny został sprowadzony z klasztoru kamedułów na Kahlenbergu. Znajdujący się w nim obraz przedstawia Jezusa Chrystusa na Górze Oliwnej. Drewnianą ambonę wykonał w 1783 cieśla János Lang.

### Dzwony
Na wieży zawieszone są 4 dzwony:
| Imię             | Imię oryginalne | Waga    | Ton  | Średnica |
| ---------------- | --------------- | ------- | ---- | -------- |
| Dzwon Ojcze Nasz | Miatyánk-harang | 470 kg  | gis' | 95 cm    |
| Dzwon Lojalności | Hűség-harang    | 1170 kg | e'   | 135 cm   |
| Dzwon Pokoju     | Béke-harang     | 1751 kg | c'   | 147 cm   |
| Dzwon Bohaterów  | Hősök harangja  | 3441 kg | a0   | 181,5 cm |

## Galeria

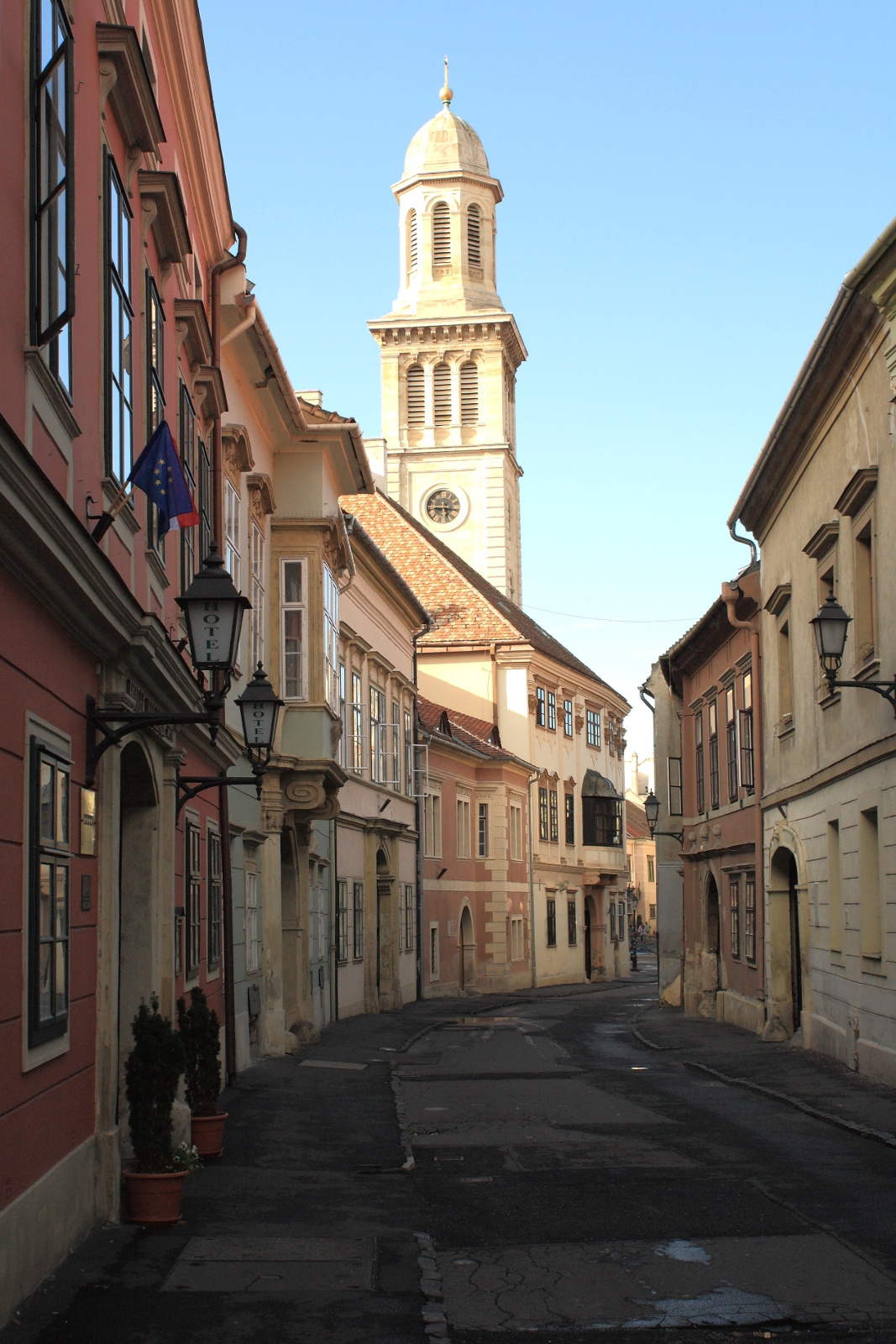
Wieża kościoła widziana z Templom ucta (ul. Kościelnej)
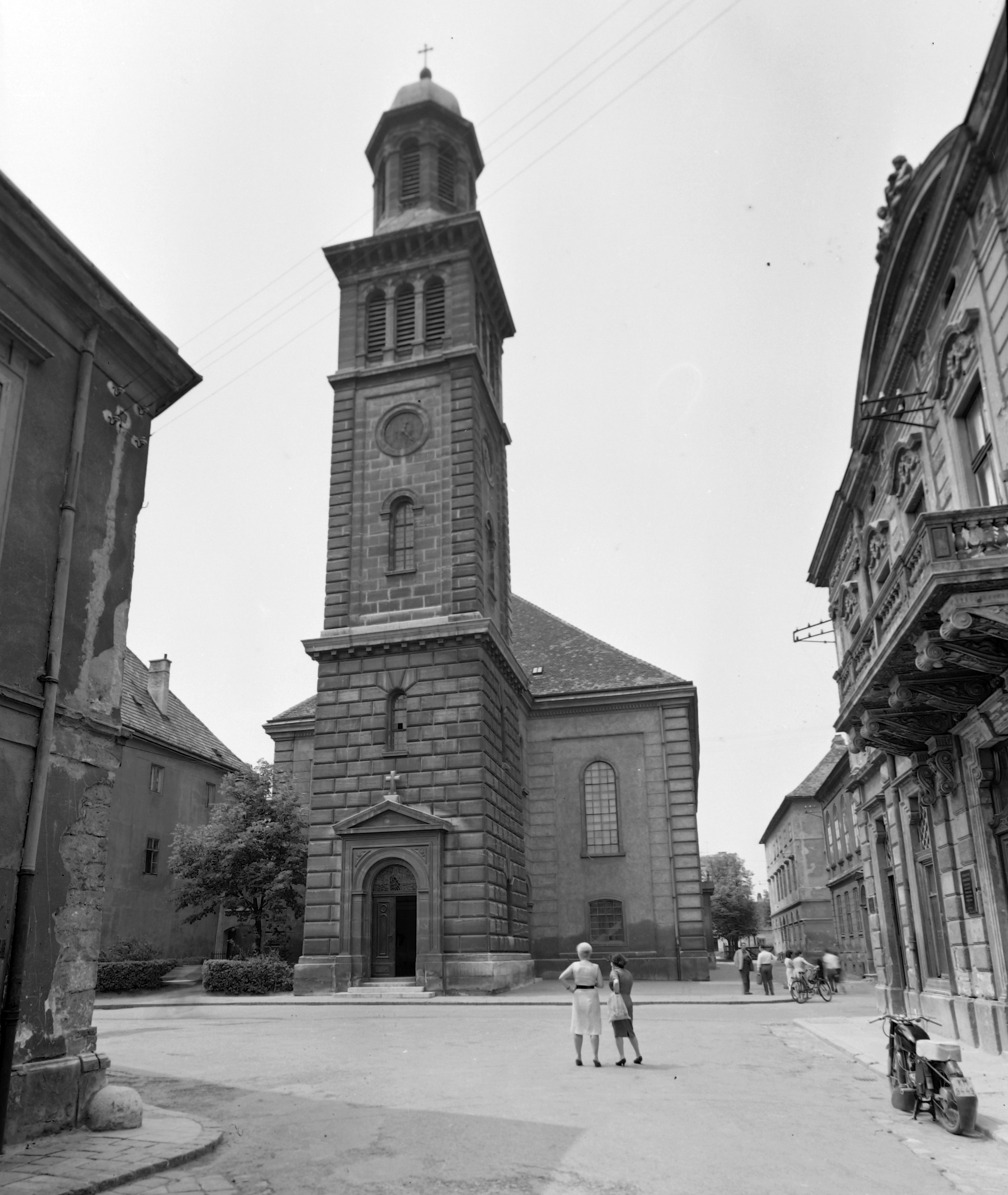
Fasada w 1960
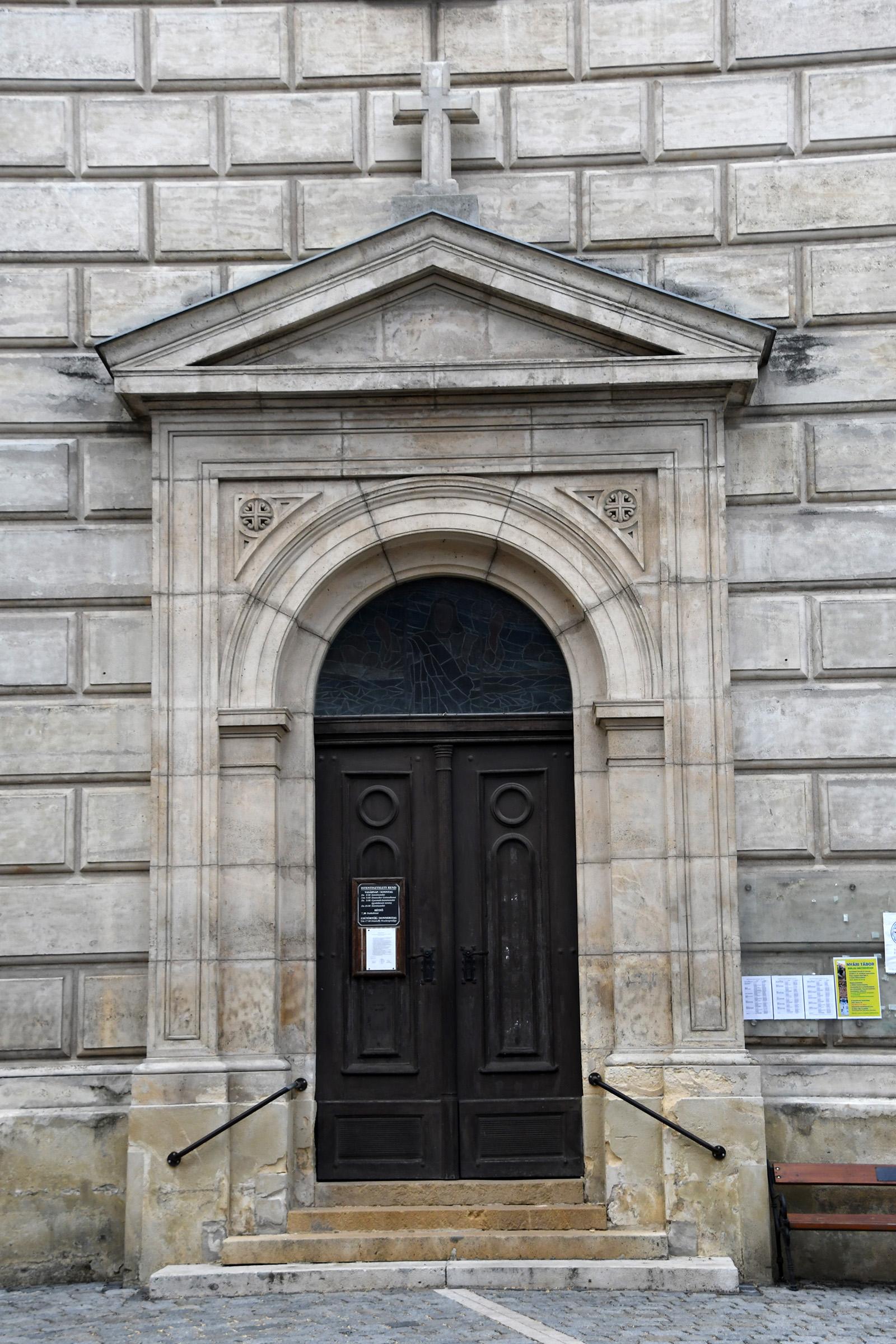
Portal wejściowy
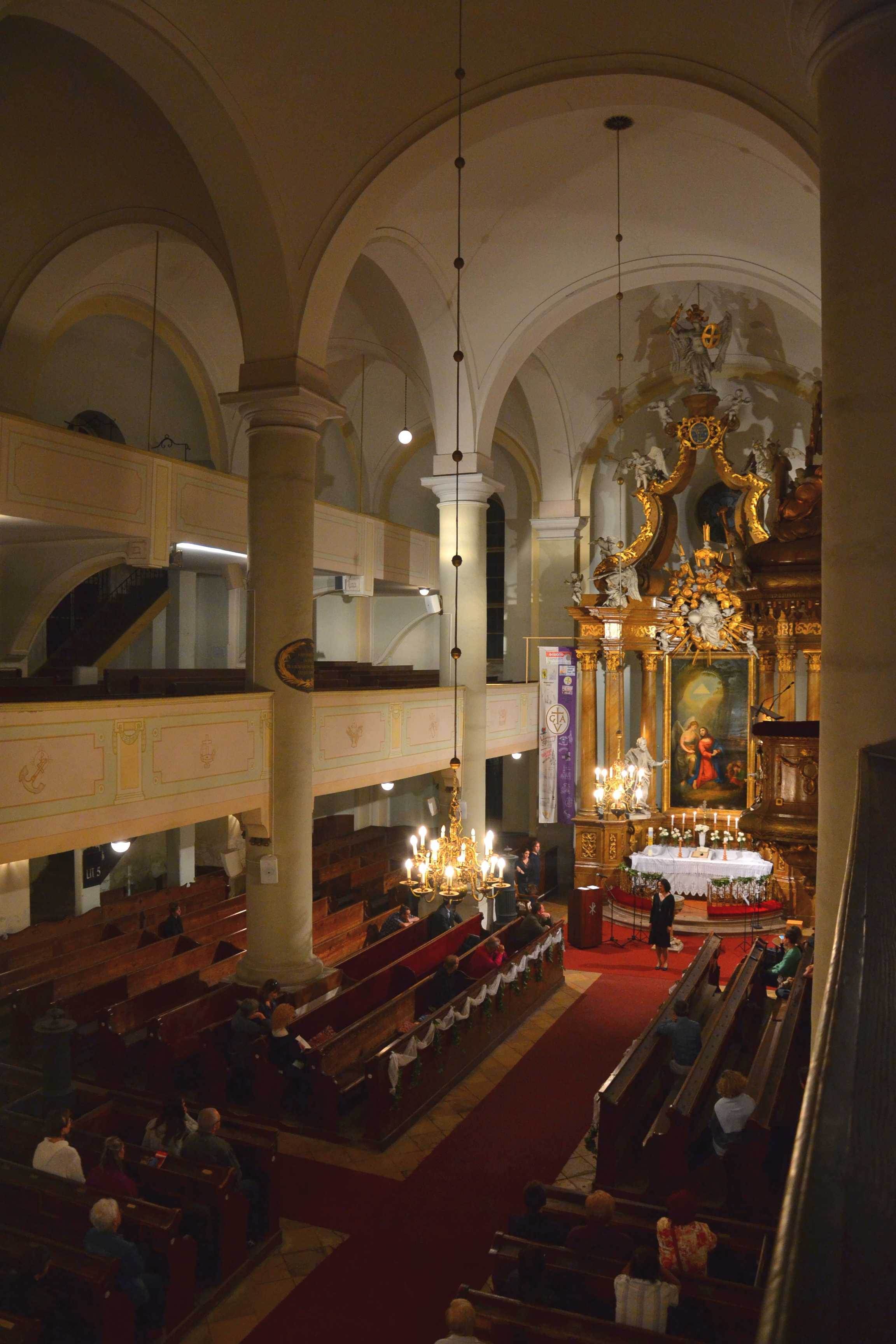
Wnętrze
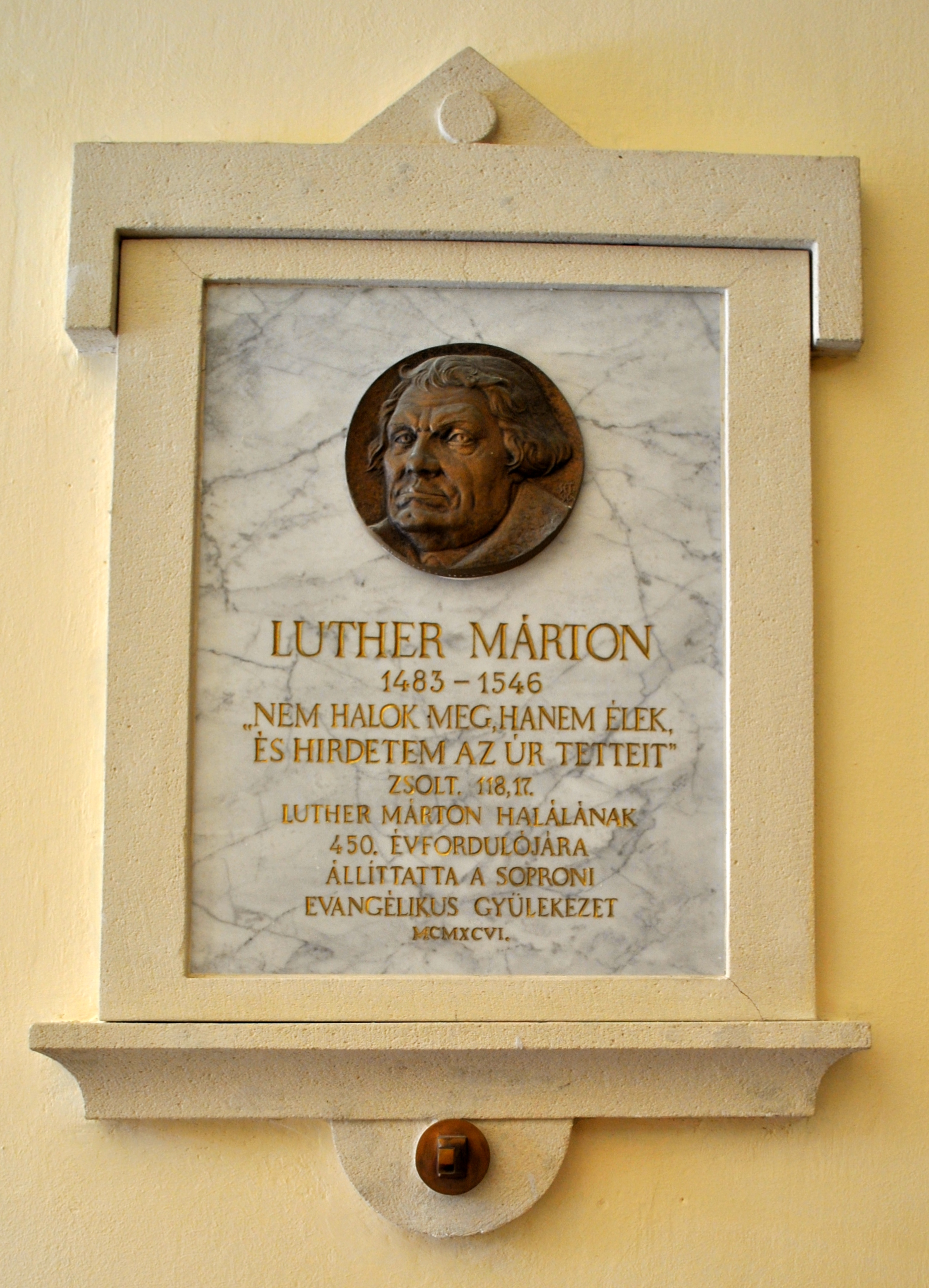
Tablica pamiątkowa poświęcona Marcinowi Lutrowi